# Eoophyla capensis
Eoophyla capensis is een vlinder uit de familie grasmotten (Crambidae). De wetenschappelijke naam van deze soort is voor het eerst geldig gepubliceerd in 1906 door George Francis Hampson.
De soort komt voor in Liberia, Nigeria, Kameroen, Ethiopië, Oeganda. Kenia, Tanzania, Angola, Zambia, Malawi, Mozambique, Namibië, Zimbabwe en Zuid-Afrika.